# KB (Rapper)
KB (* 21. Juli 1988 in St. Petersburg, Florida, als Kevin Elijah Burgess) ist ein US-amerikanischer Gospel-Rapper. Als Solokünstler ist er seit 2010 bei Reach Records unter Vertrag. Zudem ist er Mitglied der Hip-Hop-Gruppe 116 Clique.

## Biografie
Kevin Elijah Burgess ist in Illinois und St. Petersburg aufgewachsen. In seiner Jugend kämpfte er mit Drogen und Depressionen, doch durch ein christliches Album, das ihm ein Freund schenkte, wandte er sich schließlich dem
christlichen Glauben zu.
Nach seinem Hochschulabschluss schloss sich Burgess einigen christlichen Rappern an und gründete mit ihnen die Hip-Hop-Gruppe HGA. Dort wurde Burgess von Lecrae entdeckt, welcher ihn bei Reach Records unter Vertrag nahm. 2011 veröffentlichte er sein erstes Mixtape Who is KB?. Später arbeitete er mit Künstlern wie Andy Mineo und Trip Lee zusammen. Sein Debütalbum Weight & Glory veröffentlichte er im Jahr 2012. Dieses erreichte, wie auch seine darauf folgenden Alben, Platz 1 in den US-Charts der christlichen Alben.

## Diskografie

### Studioalben
| Jahr | Titel              | Höchstplatzierung, Gesamtwochen, AuszeichnungChartplatzierungen (Jahr, Titel, Platzierungen, Wochen, Auszeichnungen, Anmerkungen) | Höchstplatzierung, Gesamtwochen, AuszeichnungChartplatzierungen (Jahr, Titel, Platzierungen, Wochen, Auszeichnungen, Anmerkungen) | Anmerkungen                              |
| Jahr | Titel              | US | Christ | Anmerkungen                              |
| ---- | ------------------ | --- | --- | ---------------------------------------- |
| 2012 | Weight & Glory     | US34 (2 Wo.)US | Christ1 (10 Wo.)Christ | Erstveröffentlichung: 17. Juli 2012      |
| 2015 | Tomorrow We Live   | US18 (1 Wo.)US | Christ1 (34 Wo.)Christ | Erstveröffentlichung: 21. April 2015     |
| 2017 | Today We Rebel     | US91 (1 Wo.)US | Christ1 (7 Wo.)Christ | Erstveröffentlichung: 20. Oktober 2017   |
| 2020 | His Glory Alone    | — | Christ4 (5 Wo.)Christ | Erstveröffentlichung: 25. September 2020 |
| 2023 | His Glory Alone II | — | Christ4 (7 Wo.)Christ | Erstveröffentlichung: 11. August 2023    |

### EPs
| Jahr | Titel | Höchstplatzierung, Gesamtwochen, AuszeichnungChartplatzierungen (Jahr, Titel, Platzierungen, Wochen, Auszeichnungen, Anmerkungen) | Höchstplatzierung, Gesamtwochen, AuszeichnungChartplatzierungen (Jahr, Titel, Platzierungen, Wochen, Auszeichnungen, Anmerkungen) | Anmerkungen                        |
| Jahr | Titel | US | Christ | Anmerkungen                        |
| ---- | ----- | --- | --- | ---------------------------------- |
| 2014 | 100   | US22 (2 Wo.)US | Christ1 (5 Wo.)Christ | Erstveröffentlichung: 4. März 2014 |

### Singles
| Jahr | Titel Album                               | Höchstplatzierung, Gesamtwochen, AuszeichnungChartsChartplatzierungen (Jahr, Titel, Album, Platzierungen, Wochen, Auszeichnungen, Anmerkungen) | Anmerkungen                                                |
| Jahr | Titel Album                               | Christ | Anmerkungen                                                |
| --- | ----------------------------------------- | --- | ---------------------------------------------------------- |
| 2014 | 100                                       | Christ31 (1 Wo.)Christ | feat. Andy Mineo                                           |
| 2014 | Undefeated 100                            | Christ39 (1 Wo.)Christ | feat. Derek Minor                                          |
| 2015 | Sideways Tomorrow We Live                 | Christ29 (7 Wo.)Christ | Erstveröffentlichung: 10. März 2015 feat. Lecrae           |
| 2015 | Crowns & Thorns (Oceans) Tomorrow We Live | Christ31 (16 Wo.)Christ | Erstveröffentlichung: 7. April 2015                        |
| 2015 | Ima Just Do It Tomorrow We Live           | Christ34 (2 Wo.)Christ | Erstveröffentlichung: 7. April 2015 feat. Bubba Watson     |
| 2015 | I Believe Tomorrow We Live                | Christ38 (1 Wo.)Christ | feat. Mattie                                               |
| 2016 | Tempo Today We Rebel                      | Christ48 (6 Wo.)Christ | Erstveröffentlichung: 5. August 2016                       |
| 2017 | Monster Today We Rebel                    | Christ39 (2 Wo.)Christ | Erstveröffentlichung: 15. September 2017 feat. Aha Gazelle |
| 2017 | DNOU Today We Rebel                       | Christ45 (1 Wo.)Christ | Erstveröffentlichung: 29. September 2017                   |
| 2017 | Not Today Satan Today We Rebel            | Christ32 (8 Wo.)Christ | Erstveröffentlichung: 13. Oktober 2017 feat. Andy Mineo    |
| 2018 | No Chains –                               | Christ30 (16 Wo.)Christ | Erstveröffentlichung: 18. April 2018                       |
| 2019 | Hold Me Back –                            | Christ29 (14 Wo.)Christ | Erstveröffentlichung: 26. April 2019                       |
| 2019 | Lincoln –                                 | Christ43 (1 Wo.)Christ | Erstveröffentlichung: 6. September 2019                    |
| 2020 | Armies His Glory Alone                    | Christ28 (10 Wo.)Christ | Erstveröffentlichung: 17. April 2020                       |
| 2020 | 10k His Glory Alone                       | Christ30 (15 Wo.)Christ | Erstveröffentlichung: 10. Juli 2020                        |
| 2020 | Lil Boy His Glory Alone                   | Christ41 (1 Wo.)Christ | Erstveröffentlichung: 28. August 2020                      |
| 2022 | Graves His Glory Alone II                 | Christ33 (4 Wo.)Christ | Erstveröffentlichung: 28. Oktober 2022 mit Brandon Lake    |
| 2023 | EZ His Glory Alone II                     | Christ31 (2 Wo.)Christ | Erstveröffentlichung: 17. März 2023                        |
| 2023 | Glory 2 Glory His Glory Alone II          | Christ50 (1 Wo.)Christ | Erstveröffentlichung: 7. Juli 2023                         |
| 2024 | Count ’Em (Remix) –                       | Christ40 (1 Wo.)Christ | Erstveröffentlichung: 8. März 2024                         |
| Folgende Lieder erschienen nicht als Single, wurden aber durch das Album zum Download und Streaming bereitgestellt und konnten somit eine Platzierung erlangen: |                                           | |                                                            |
| |                                           | |                                                            |
| 2023 | Miracles His Glory Alone II               | Christ28 (2 Wo.)Christ |                                                            |

### Gastbeiträge
| Jahr | Titel Album                                        | Höchstplatzierung, Gesamtwochen, AuszeichnungChartsChartplatzierungen (Jahr, Titel, Album, Platzierungen, Wochen, Auszeichnungen, Anmerkungen) | Anmerkungen                                                     |
| Jahr | Titel Album                                        | Christ | Anmerkungen                                                     |
| ---- | -------------------------------------------------- | --- | --------------------------------------------------------------- |
| 2013 | The Saints Heroes for Sale                         | Christ44 (7 Wo.)Christ | Andy Mineo feat. KB & Trip Lee                                  |
| 2014 | Paganini Neverland                                 | Christ46 (2 Wo.)Christ | Andy Mineo feat. KB & Canon                                     |
| 2014 | BZRK Time Stands Still                             | Christ34 (10 Wo.)Christ | Family Force 5 feat. KB                                         |
| 2014 | Now They Know –                                    | Christ41 (1 Wo.)Christ | 116 feat. KB, Andy Mineo, Derek Minor, Tedashii & Lecrae        |
| 2016 | I Wouldn’t Know Church Clothes 3                   | Christ22 (4 Wo.)Christ | Lecrae feat. KB                                                 |
| 2017 | O God Forgive Us Run Wild. Live Free. Love Strong. | Christ14 (26 Wo.)Christ | For King & Country feat. KB                                     |
| 2017 | God Speed We Belong                                | Christ43 (3 Wo.)Christ | Erstveröffentlichung: 10. März 2017 GAWVI feat. Andy Mineo & KB |
| 2017 | Way Up –                                           | Christ45 (1 Wo.)Christ | Erstveröffentlichung: 17. November 2017 Tedashii feat. KB       |